# Liacarus marginatus
Liacarus marginatus är en kvalsterart som först beskrevs av Hercule Nicolet 1855.  Liacarus marginatus ingår i släktet Liacarus och familjen Liacaridae. Inga underarter finns listade i Catalogue of Life.